# Holbrook (Nebraska)
Holbrook – wieś w Stanach Zjednoczonych, w stanie Nebraska, w hrabstwie Furnas.